# Лях, Владислав Геннадьевич
Владислав Геннадьевич Лях (бел. Уладзіслаў Генадзевіч Лях; род. 13 августа 1999, Минск) — белорусский футболист, защитник костромского «Спартака».

## Карьера

### «Динамо» Минск

#### Начало карьеры
Воспитанник футбольной академии минского «Динамо». Первым тренером был Пармонов Станислав Станиславович. В 2017 году начал выступать за дублирующий состав минского клуба. За основную команду клуба дебютировал 29 июля 2018 года в матче Кубка Беларуси против клуба «Энергетик-БГАТУ», выйдя на поле в стартовом составе. В 2019 году стал привлекаться к тренировкам с основной командой клуба. Дебютный матч в чемпионате сыграл 30 июня 2019 года против могилёвского клуба «Дняпро», выйдя на поле в стартовом составе. В июле 2019 года вместе с клубом отправился на квалификационные матчи Лиги Европы УЕФА. Дебютный матч в еврокубковом турнире сыграл 11 июля 2019 года против латвийской «Лиепаи», выйдя на поле в стартовом составе. По итогу сезона вместе с клубом завершил чемпионат на итоговом четвёртом месте. На протяжении сезона преимущественно продолжал выступать за дублирующий состав, проведя несколько матчей за основную команду, результативными действиями не отличившись.

#### Аренда в «Локомотив» Гомель
Новый сезон начал 9 марта 2020 года с четвертьфинального матча Кубка Беларуси против борисовского БАТЭ, выйдя на поле в стартовом составе. По итогу ответной встречи 14 марта 2020 года, в котором участие не принимал, борисовский БАТЭ также оказался сильнее и вышел в следующий раунд турнира. В апреле 2020 года на правах арендного соглашения присоединился к гомельскому «Локомотиву», соглашение с которым было заключено до коцна сезона. Дебютировал за клуб 17 апреля 2020 года в матче против светлогорского «Химика», выйдя на поле в стартовом составе. Дебютным забитым голом за клуба отличился 6 июня 2020 года в матче Кубка Беларуси против «Первого Региона». Первым результативным действием в чемпионате отличился 4 июля 2020 года в матче против «Сморгони», отдав голевую передачу. По итогу сезона вместе с клубом завершил чемпионат на итоговом пятом месте. На протяжении сезона выступал за клуб в роли одного из ключевых игроков, отличившись забитым голом и голевой передачей во всех турнирах. По окончании срока арендного соглашения покинул клуб.

#### Аренда в «Арсенал» Дзержинск
В начале 2021 года начинал подготовку к новому сезону с основной командой минского «Динамо». Однако первые матчи в сезоне начинал на скамейке запасных. Первый матч в новом сезоне сыграл 7 августа 2021 года в рамках Кубка Беларуси против «Слуцка», выйдя на замену на 81 минуте. В дальнейшем за основную команду больше не сыграл, оставаясь на скамейке запасных и выступая за дублирующий состав. В июле 2022 года на правах арендного соглашения присоединился к дзержинскому «Арсеналу», соглашение с которым было заключено до конца сезона. Дебютировал за клуб 2 июля 2022 года в матче против бобруйской «Белшины», выйдя на поле в стартовом составе. В матче 9 октября 2022 года против «Энергетика-БГУ» получил серьёзную травму и был заменён на 35 минуте. Позже в дзержинском клубе сообщили, что футболист получил перелом малой берцовой кости и что в сезоне тот больше на поле не выйдет. По итогу сезона вместе с клубом завершил чемпионат в зоне стыковых матчей за сохранение прописки, где дзержинский клуб уступил «Макслайну», вылетев в Первую лигу. По окончании срока арендного соглашения покинул клуб.

### «Арсенал» Дзержинск
В январе 2023 года получил статус свободного агента, покинул минское «Динамо». В январе 2023 года находился в расположении «Гомеля», где проходил просмотр. В марте 2023 года на правах свободного агнета присоединился к дзержинскому «Арсеналу», подписав контракт до конца сезона. Первый матч за клуб в сезоне сыграл 30 апреля 2023 года против пинской «Волны», выйдя на замену в начале второго тайма. Первым результативным действием за клуб отличился 8 мая 2023 года в матче против «Витебска», отдав голевую передачу. В матче 9 сентября 2023 года против «Витебска» отличился дублем из голевых передач. Дебютным забитым голом за клуб отличился 22 октября 2023 года в матче против гомельского «Локомотива». Вместе с клубом досрочно стал победителем чемпионата, заработав прямое повышение в высший дивизион. На протяжении сезона выступал за дзержинский клуб в роли одного из ключевых игроков, отличившись забитым голом и 5 голевыми передачами. 

### «Динамо-Брест»
В январе 2024 года  появилась информация, что футболист близок к переходу в брестское «Динамо». Официально 10 января 2024 года на правах свободного агента присоединился к брестскому «Динамо», подписав контракт до конца сезона с опцией продления ещё на год. Дебютировал за клуб 14 апреля 2024 года в матче против столичного «Минска», выйдя на поле в стартовом составе. Первым результативным действием за клуб отличился 4 мая 2024 года в матче против дзержинского «Арсенала», отдав голевую передачу. Дебютными забитыми голами за брестский клуб отличился 30 августа 2024 года в матче против мозырской «Славии», оформив дубль. По итогу прошедшего тура был признан лучшим игроком чемпионата. По итогу сезона вместе с клубом завершил чемпионат на итоговом четвёртом месте в турнирной таблице. На протяжении сезона выступал за клуб в роли одного из ключевых игроков, отличившись 2 забитыми горлами и 4 голевыми передачами.

### БАТЭ
В декабре 2024 года сообщалось, что интерес к игроку проявляет борисовский БАТЭ, а также что брестское «Динамо» предложило футболисту продление контракта на тех же условиях, однако тот отказался. В январе 2025 года на правах свободного агента присоединился к борисовскому БАТЭ, подписав контракт до конца сезона. Дебютировал за клуб 15 марта 2025 года в матче против «Витебска», выйдя на поле в стартовом составе. В конце июня 2025 года перестал попадать в заявку основной команды борисовского клуба. В июле 2025 года официально покинул борисовский клуб, расторгнув контракт по соглашению сторон. На протяжении первой половины сезона выступал за клуб в роли одного из ключевых игроков, отличившись лишь заработанным пенальти.

### «Спартак» Кострома
В июле 2025 года появилась информация, что футболист может продолжить карьеру в костромском «Спартаке». В скором времени официально присоединился к российскому клубу, подписав контракт до конца сезона. Дебютировал за клуб 20 июля 2025 года в матче против воронежского «Факела», выйдя на замену на 73 минуте.

## Международная карьера
Выступал в период с 2019 по 2020 года в молодёжной сборной Беларуси.

## Достижения
«Арсенал» Дзержинск
- Победитель Первой лиги: 2023